# Erannis fuscosignata
Erannis fuscosignata är en fjärilsart som beskrevs av Heinrich 1917. Erannis fuscosignata ingår i släktet Erannis och familjen mätare. Inga underarter finns listade i Catalogue of Life.